# The Shadow (1994)
The Shadow is een Amerikaanse superheldenfilm uit 1994, geregisseerd door Russell Mulcahy.  De film is gebaseerd op het gelijknamige pulp fiction-personage dat in 1931 werd gecreëerd door Walter B. Gibson.

## Verhaal
Lamont Cranston was niet altijd een held. In Tibet kort na de Eerste Wereldoorlog, werd hij gevreesd als drugsbaron Yin-Ko ("donkere adelaar" in het Mandarijns). Op een dag leidt een heilige man genaamd Tulku hem op het pad van verlossing door hem te leren hoe hij het slechte deel van zijn ziel, zijn schaduw, kan gebruiken om het kwaad te overwinnen. Zeven jaar later bestrijdt hij de misdaad in New York, onder de naam The Shadow. Zijn krachten stellen hem in het bijzonder in staat het zicht van zijn vijanden te vertroebelen.
Hij heeft door de hele stad een netwerk van informanten en medewerkers opgebouwd. Op een chique avond ontmoet Cranston de mooie Margo Lane, dochter van een vooraanstaande wetenschapper die voor het leger werkt, Dr. Reinhardt Lane. Ondertussen ontvangt het American Museum of Natural History van de stad een mysterieuze sarcofaag met Shiwan Khan, de laatste afstammeling van Genghis Khan. Ook opgeleid door Tulku, wil Khan allereerst de krachten bundelen met Cranston om de wereld te beheersen zoals zijn illustere voorouder. Maar The Shadow is het daar niet mee eens.

## Rolverdeling
| Acteur              | Personage                    |
| ------------------- | ---------------------------- |
| Alec Baldwin        | Lamont Cranston / The Shadow |
| John Lone           | Shiwan Khan                  |
| Penelope Ann Miller | Margo Lane                   |
| Peter Boyle         | Moses "Moe" Shrevnitz        |
| Ian McKellen        | Dr. Reinhardt Lane           |
| Tim Curry           | Farley Claymore              |
| Jonathan Winters    | Wainwright Barth             |
| Sab Shimono         | Dr. Roy Tam                  |
| Andre Gregory       | Burbank                      |
| James Hong          | Li Peng                      |
| Joseph Maher        | Isaac Newboldt               |
| Max Wright          | Berger                       |
| Ethan Phillips      | Nelson                       |
| Frank Welker        | De stem van Phurba           |

## Ontvangst
Op Rotten Tomatoes heeft The Shadow een waarde van 35% en een gemiddelde score van 4,60/10, gebaseerd op 49 recensies. Op Metacritic heeft de film een gemiddelde score van 50/100, gebaseerd op 30 recensies.

## Prijzen en nominaties
| Jaar | Prijs         | Categorie               | Genomineerde(n)                                      | Uitslag     |
| ---- | ------------- | ----------------------- | ---------------------------------------------------- | ----------- |
| 1995 | Saturn Awards | Beste actrice           | Penelope Ann Miller                                  | Genomineerd |
| 1995 | Saturn Awards | Beste muziek            | Jerry Goldsmith                                      | Genomineerd |
| 1995 | Saturn Awards | Beste kostuums          | Bob Ringwood                                         | Genomineerd |
| 1995 | Saturn Awards | Beste speciale effecten | Fantasy II Film Effects & Visual Concept Engineering | Genomineerd |